# Ekmanspiraal

Ekmanspiraal:
1) Wind
2) Aanvankelijke stroomrichting
3) Oppervlaktestroom
4) Corioliseffect

De Ekmanspiraal is de richtingverandering die een lucht- of zeestroom ondergaat onder invloed van het corioliseffect. De naam is ontleend aan de Zweedse oceanograaf Vagn Ekman. De richtingsafwijking van oppervlaktestromen werd voor het eerst opgemerkt door de Noorse oceanograaf Fridtjof Nansen tijdens de expeditie met de Fram (1893-1896).
Wind die over het zeeoppervlak waait, veroorzaakt een schuifspanning waardoor de waterdeeltjes meegesleept worden, afhankelijk van de windsterkte. De hierdoor opgewekte driftstroom ondervindt de invloed van het corioliseffect waardoor op het noordelijk halfrond een afwijking naar rechts ontstaat en op het zuidelijk halfrond een afwijking naar links. Dit resulteert in een oppervlaktestroom die theoretisch 45° afwijkt van de windrichting. In de praktijk ligt dit tussen de 20° en de 45°. Ditzelfde effect treedt dieper in de waterkolom ook op, waardoor de stroomrichting uiteindelijk omdraait. Dit punt is de wrijvingsdiepte. De stroomsnelheid is daar nog maar 4% ten opzichte van de oppervlaktestroming. Het resulterende massatransport of Ekmantransport is dwars op de wind, wat weer aanleiding is voor een gradiëntstroom. De uiteindelijke zeestroom is een resultante van de driftstroom en de gradiëntstroom. Als dit optreedt bij een kust, kan dit zorgen voor een opwelling of neerdaling van water.